# Піонерське (Маріуполь)

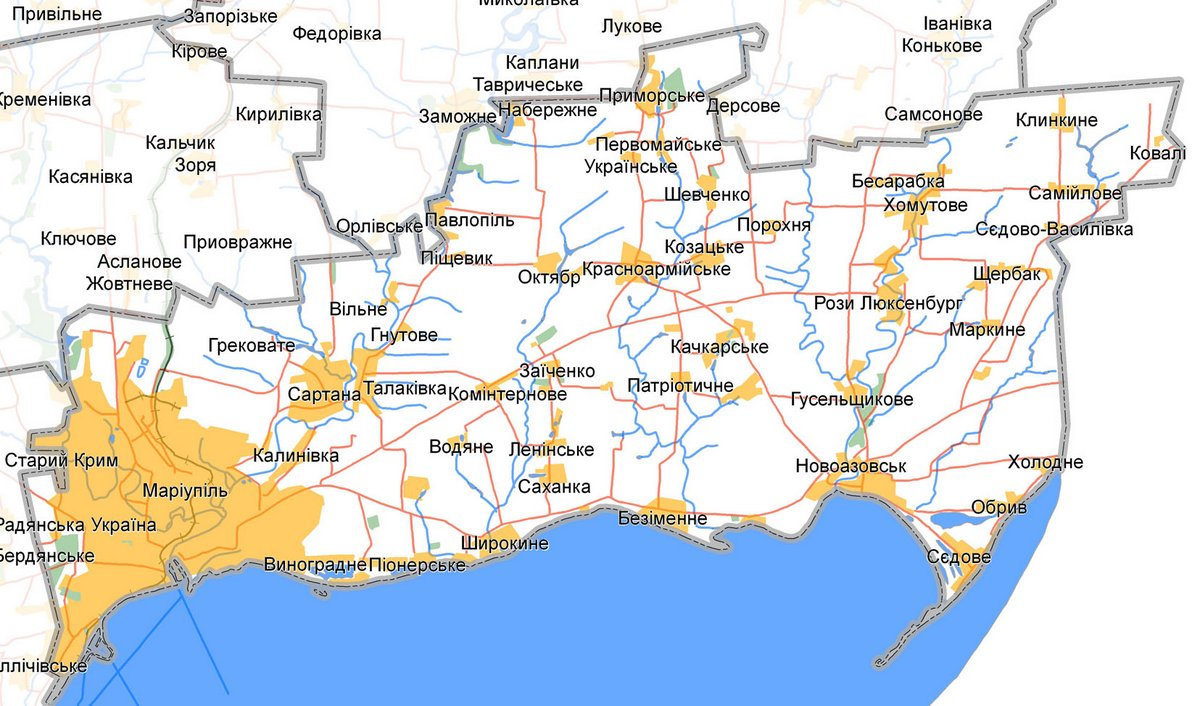
На карті Новоазовського району

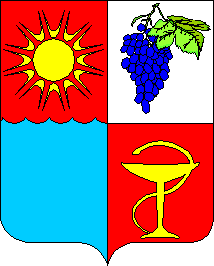
Герб села Піонерського

47°05′23″ пн. ш. 37°43′35″ сх. д. / 47.089722222222° пн. ш. 37.726388888889° сх. д.
Піоне́рське — місцевість у Лівобережному районі Маріуполя, колишнє село Донецької області.

## Загальні відомості
Піонерське розташоване на березі Азовського моря — популярний курорт, місце відпочинку дорослих і оздоровча зона для дітей (тут розташовано чимало баз відпочинку). Площа — 2,38 км² , населення — 439, густота — 184,5 мешканців на км².
Щопівгодини через з Маріуполя ходить автобус № 67 в напрямку Сопиного.
До 2015 року Піонерське було селом. Виключене з облікових даних 5 червня 2015 року у зв'язку з включенням у межі міста Маріуполя.

## Населення
За даними перепису 2001 року населення села становило 501 особу, з них 34,73 % зазначили рідною мову українську та 65,27 % — російську.

## Галерея

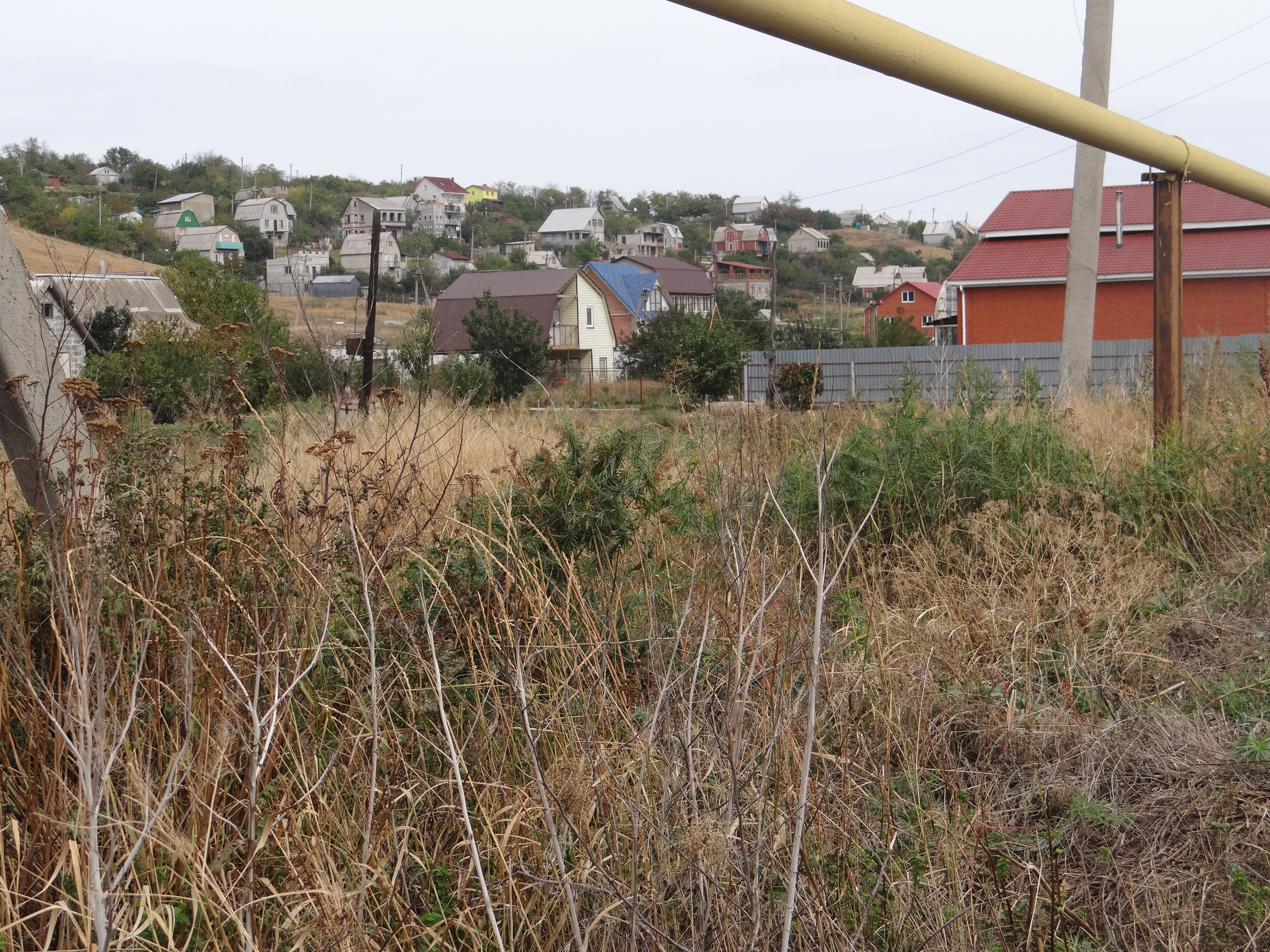
Дачі в Піонерському
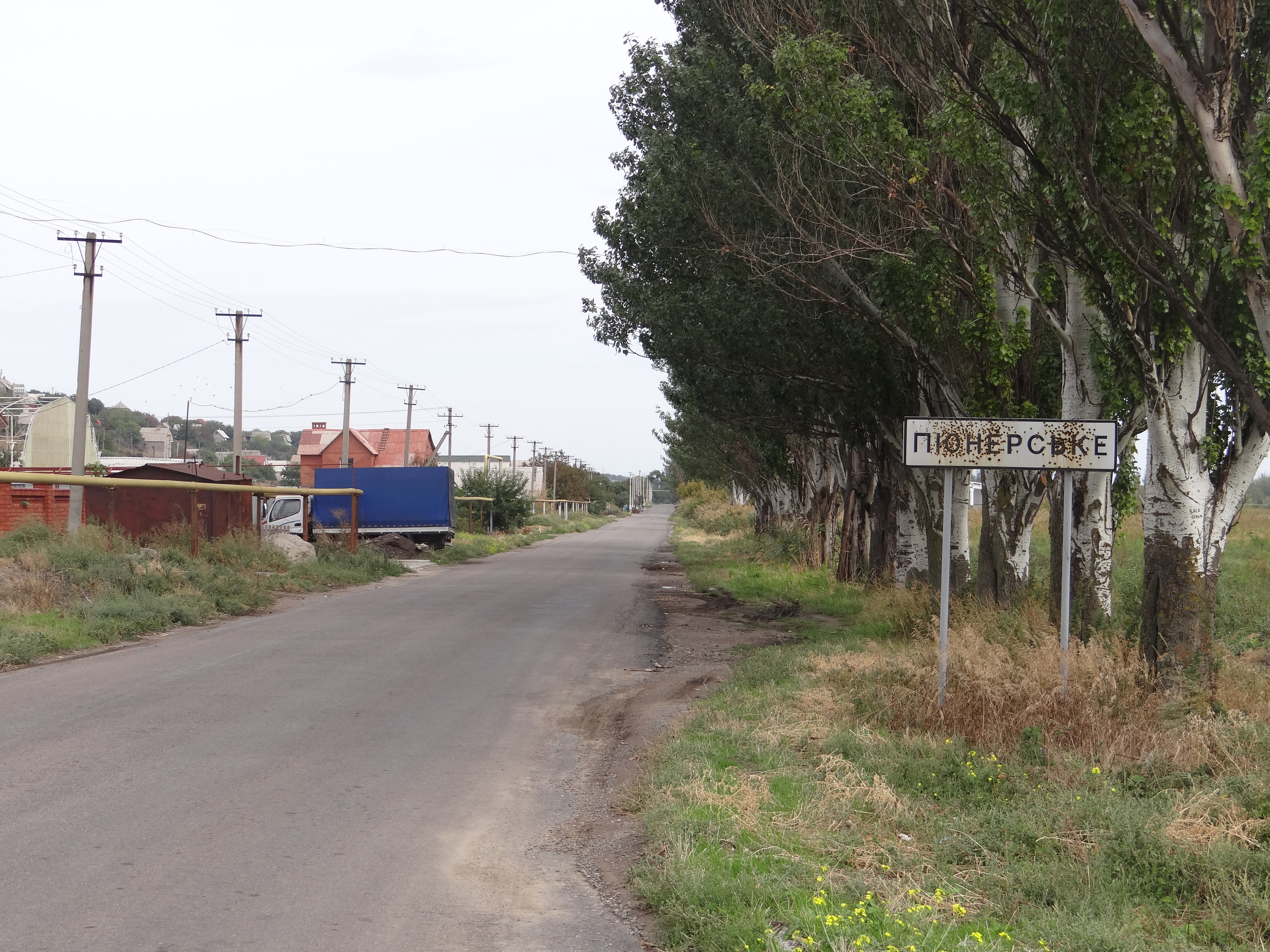
В'їзд до Піонерського